# Челебичи
Челебичи — концентрационный лагерь, действовавший во время Боснийской войны. Использовался несколькими подразделениями министерства внутренних дел Боснии (англ. Bosnian Ministry of the Interior), хорватского совета обороны, территориальной обороны.
Лагерь был расположен в деревне Челебичи, община Коньиц.
Челебичи использовался для содержания сербов, попавших в плен во время военной операции по деблокированию дорог в Мостар и Сараево в мае 1992, ранее блокированных сербской армией. Точное число заключённых неизвестно. Узники подвергались пыткам, сексуальному насилию, избиениям и другим видам жестокого и нечеловеческого обращения. Некоторые узники были расстреляны или забиты до смерти.

## Условия содержания и обращение с заключёнными в лагере

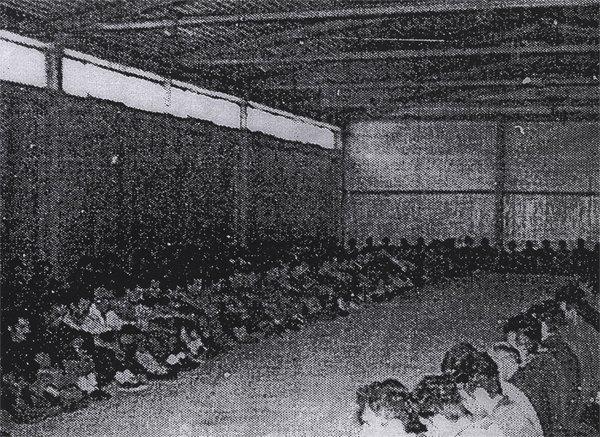
Узники лагеря Челебичи. Фото представлено Международным трибуналом.

Согласно данным правозащитников, узников редко кормили и держали на хлебе и воде. Заключённые редко мылись, спали на бетонном полу без одеял, многие из них были вынуждены испражняться на пол. Выжившие узники рассказывали, что солдаты по ночам избивали их дубинками, прикладами винтовок, деревянными досками, лопатами и кусками кабеля. По словам правозащитников, в мае и августе около 30 узников были забиты до смерти, ещё несколько были застрелены солдатами. Некоторые из погибших были людьми пожилого возраста.

## Расследование Международного трибунала
- Здравко Мучич (хорват) — комендант лагеря, признан виновным в пытках. Приговор 9 лет. Освобождён досрочно 18 июля 2003 года.
- Хазим Делич (босняк) — заместитель коменданта, признан виновным в убийстве и пытках. Приговор 18 лет. Освобождён досрочно 24 июня 2008 года.
- Эсар Ланджо (босняк) — охранник лагеря, признан виновным в убийстве. Освобождён досрочно 13 апреля 2006 года.
- Зейнил Делалич (босняк) — командир боснийского военного подразделения, находящегося в той местности. Признан невиновным[1].